# Robert Presnell Sr.
Robert Presnell Sr. est un scénariste et producteur de cinéma américain né le 29 avril 1894 à Lake View (Iowa) et mort le 12 février 1969 à Burbank (Californie).

## Filmographie

### Scénariste

#### Cinéma
- 1930 : La Grande Mare de Hobart Henley
- 1930 : Young Man of Manhattan de Monta Bell
- 1931 : Left Over Ladies de Erle C. Kenton
- 1931 : The Bargain de Robert Milton
- 1932 : The Man Called Back (en) de Robert Florey
- 1932 : What Price Hollywood? de George Cukor
- 1932 : 4 de l'aviation de George Archainbaud
- 1933 : Meurtre au chenil de Michael Curtiz
- 1933 : Bureau des personnes disparues (Bureau of Missing Persons) de Roy Del Ruth
- 1933 : Un coin tranquille de Alfred-E. Green
- 1933 : Terreur à bord (en) de Paul Sloane
- 1933 : La Porte des rêves de Michael Curtiz
- 1933 : Entrée des employés de Roy Del Ruth
- 1935 : Manhattan Moon de Stuart Walker
- 1936 : Mon homme Godfrey de Gregory La Cava
- 1936 : Postal Inspector de Otto Brower
- 1939 : Thou Shalt Not Kill de John H. Auer
- 1939 : La Glorieuse Aventure de Henry Hathaway
- 1939 : Disbarred (en) de Robert Florey
- 1940 : Money and the Woman de William K. Howard
- 1941 : Hurricane Smith de Bernard Vorhaus
- 1941 : La Femme de Singapour de Jean Negulesco
- 1941 : L'Homme de la rue de Frank Capra
- 1944 : The Big Bonanza (en) de George Archainbaud
- 1946 : Cuban Pete (en) de Jean Yarbrough
- 1947 : For You I Die (en) de John Reinhardt
- 1947 : Marée haute (en) de John Reinhardt
- 1947 : Expiation (en) de John Reinhardt
- 1947 : Michigan Kid de Ray Taylor
- 1950 : Second Chance de William Beaudine
- 1953 : Passion sous les tropiques de Rudolph Maté

#### Télévision
- 1952 : The Hunter (2 épisodes)
- 1953 : Robert Montgomery Presents (1 épisode)
- 1956 : Lux Video Theatre (1 épisode)
- 1958 : Man Without a Gun (1 épisode)
- 1960 : Troubleshooters (1 épisode)
- 1961 : Les Aventuriers du Far West (1 épisode)
- 1963 : Perry Mason  (1 épisode)

### Producteur
- 1931 : Left Over Ladies de Erle C. Kenton
- 1933 : Toute la femme de Michael Curtiz
- 1933 : Les Enfants de la crise (Wild Boys of the Road) de William A. Wellman
- 1934 : The Key (La Clé[réf. nécessaire]) de Michael Curtiz
- 1934 : Franc Jeu de Archie Mayo
- 1934 : Mandalay de Michael Curtiz
- 1934 : On a tué ! (Hi, Nellie!) de Mervyn LeRoy
- 1934 : Massacre de Alan Crosland
- 1935 : Mary Jane's Pa (en) de William Keighley
- 1936 : Four Days' Wonder de Sidney Salkow
- 1936 : Édition spéciale de Harry Beaumont
- 1936 : Postal Inspector de Otto Brower
- 1936 : Parole! de Lew Landers
- 1937 : That's My Story! de Sidney Salkow
- 1937 : Carnival Queen (en) de Nate Watt
- 1937 : Alerte la nuit de Lloyd Corrigan
- 1937 : Amour et jeunesse de Hal Mohr
- 1937 : Girl Overboard de Sidney Salkow
- 1947 : For You I Die (en) de John Reinhardt
- 1948 : Sofia de John Reinhardt
- 1953 : Girl on the Run (en) de Arthur J. Beckhard et Joseph Lee

## Nominations
- Oscars du cinéma 1942 : Oscar de la meilleure histoire originale pour L'Homme de la rue